# أحمد بن نعمان
أحمد بن نعمان مجاهد وباحث ومؤرخ جزائري، من مواليد 1944 م بقرية الخروبة ولاية تيزي وزو.

## الوظائف التي تقلدها
تقلد أحمد بن نعمان العديد من الوظائف منها:
- موظف بجامعة الدول العربية، القاهرة.
- مستشارا بوزارة الداخلية.
- مديرا عامًا بالمعهد الوطني للدراسات الاستراتيجية الشاملة.
- عضوا في المجلس الأعلى للغة العربية (1998- استقالة 1999).
- نائب رئيس الجمعية الجزائرية للدفاع عن اللغة العربية.
- العضوية في:

1. المنظمة الوطنية للمجاهدين.
2. اتحاد الكتاب الجزائريين.
3. الجمعية العربية للعلوم السياسية.
4. المنظمة الوطنية لأبناء الشهداء.

## مؤلفاته
- فرنسا والأطروحة البربرية، دار الأمة، 1990.[1]
- التعريب بين المبدأ والتطبيق، دار الأمة، 1998.[2]
- كيف صارت الجزائر مسلمة عربية، دار البعث، 1981.[3]
- جهاد الجزائر حقائق التاريخ ومغالطات الجغرافيا، دار الأمة، 1982.[4]
- سمات الشخصية الجزائرية، المؤسسة الوطنية للإتصال الجزائر، 1988.[5][6]
- التعصب والصراع العرقي والديني واللغوي لماذا وكيف؟، 1991.
- مفتاح اللغة العربية، 1992.
- مولود قاسم نايت بلقاسم، حياة وآثار شهدات ومواقف، 1993.[7]
- الهوية الوطنية الحقائق والمغالطات، دار الأمة، 1994.[8]
- حزب البعث الفرنسي، 1995.[9]
- نفسية الشعب الجزائري، 1996.[10]
- المفتاح، قاموس عربي، 1996.
- هل نحن أمة، 1996.[11]
- هذي هي الثقافة، دار الأمة، 1997.[12]
- إعرف نفسك، 1998.
- تأملات في ومواقف، في الكون والدين والسياسة والإنسان والأمة والهوية والثقافة واللسان، 1999.[13]
- اشهدي يا جزائر، 2001.[14]
- مصير وحدة الجزائر بين أمانة الشهداء وخيانة الخفراء، 2005.[15]
- اطلبوا الوطنية ولو في فرنسا، 2006.[16]
- الردود العلمية على الأطروحات العرقية وتعدد الهوية في الجزائر، 2007.
- مستقبل اللغة العربية بين محاربة الأعداء وإرادة السماء، 2008.[17]
- للكبار فقط، 2008.[18]
- الوحدة الوطنية في وحدة الأمة، 2014.
- أبو القاسم سعد الله، حياة وآثار شهدات ومواقف، 2016.[19]
- حوارات ومقابلات صحفية، 2016.
- المحاضرات، 2016.
- مقابلات تلفزيونية، 2017.